# Alfons Perlick
Alfons Perlick (* 13. Juni 1895 in  Ossen, Landkreis Groß Wartenberg; † 24. September 1978 in Wegscheid-Thurnreuth) war ein deutscher Pädagoge sowie Heimat- und Volkskundler mit Schwerpunkt Oberschlesien.

## Leben
Alfons Perlick ist 1895 im niederschlesischen Dorf Ossen, Gemeinde Medzibor, als Sohn eines Bankdirektors geboren worden. Er absolvierte eine Ausbildung zum Pädagogen am  Lehrerseminar in Proskau. Nach seiner Teilnahme am Ersten Weltkrieg von 1914 bis 1917 war er zunächst als Lehrer in Rokittnitz bei Beuthen OS. tätig. Danach studierte Perlick Volkskunde an der Universität Hamburg und von 1921 bis 1924 Pädagogik in Berlin. Er wurde Dozent (1930) und Professor (1935 bis 1945) mit dem Lehrauftrag für Heimat- und Volkskunde an der Pädagogischen Akademie/Hochschule für Lehrerbildung in Beuthen in Oberschlesien, Kustos am oberschlesischen Landesmuseum und Direktor des Oberschlesischen Landesamtes für Volkskunde in Beuthen (1937 bis 1945). Ab 1946 war er Professor für Heimat- und Weltkunde an der Pädagogischen Akademie Dortmund und wurde 1960 emeritiert.
Er fungierte von 1954 bis 1979 als Herausgeber der „Mitteilungen des Beuthener Geschichts- und Museumsvereins“ (gegr. 1910), dessen Vorsitzender er seit 1929 war und dessen Sitz er nach Dortmund verlegte, und gab von 1955 bis 1965 das „Jahrbuch für Volkskunde und Heimatvertrieben“ heraus.
Im Jahre 1952 wurde Perlick Leiter der Ostdeutschen Forschungsstelle im Lande Nordrhein-Westfalen und war von 1952 bis 1973 Leiter der Ostdeutschen Forschungsstelle im Lande Westfalen.

## Auszeichnungen
- 1943: Gauplakette für oberschlesische Landesforschung
- 1960: Eichendorff-Plakette des Kulturwerks der vertriebenen Deutschen (späteres West-Ost-Kulturwerk)
- 1960: Agnes-Miegel-Plakette des Tatenhauser Kreises und der Agnes-Miegel-Gesellschaft
- 1968: Gerhart-Hauptmann-Medaille der Vertriebenen aus Waldenburg
- 1968: Georg-Dehio-Kulturpreis
- 1968: Bundesverdienstkreuz 1. Klasse
- 1970: Oberschlesischer Kulturpreis

## Werke (Auswahl)
- Materialien für Heimatkunde des Dorfes Rokittnitz (Krs. Beuthen), Verlag des Oberschlesischen Museums in Gleiwitz 1919
- Sagen der Stadt Beuthen, Heimatstelle Beuthen OS. 1926
- Sagen aus unseren Drama-Dörfern, Heimatstelle Beuthen OS. 1926
- Der Hase in der oberschlesischen Volkskunde, Museum, Beuthen 1927
- Heuschreckenschwärme in Schlesien, Beuthener Geschichts- und Museumsverein, Beuthen OS. 1931
- Oberschlesische Berg- und Hüttenleute. Lebensbilder aus dem oberschlesischen Industrierevier. Holzner, Kitzingen/Main 1953, DNB 453735495
- Sitte und Brauch in Oberschlesien. Ein volkstümlicher Abriß zu ihrer Kenntnis und Pflege, Landsmannschaft der Oberschlesier, Bonn 1963

als Herausgeber
- Landeskunde des oberschlesischen Industriegebietes. Ein heimatwissenschaftliches Handbuch, Schlesien-Verlag, Breslau 1943 [1944]
- Oberschlesische Berg- und Hüttenleute. Lebensbilder aus dem oberschlesischen Industrierevier, Holzner, Kitzingen/Main 1953
- Eichendorff und Nordrhein-Westfalen. Beiträge zu einer regionalen Eichendorff-Kunde, Dietz, Dortmund-Bövinghausen 1960
- Beuthen O/S. Ein Heimatbuch des Beuthener Landes, Recklinghausen 1962 (2., erg. Aufl., Laumann, Dülmen 1982, ISBN 3-87466-044-3)
- „Mitteilungen des Beuthener Geschichts- und Museumsvereins“ (H. 15/16: 1954 – 34/41: 1979)
- „Jahrbuch für Volkskunde der Heimatvertriebenen“ (Bd. 1: 1955 – 6: 1965)
- Veröffentlichungen der Ostdeutschen Forschungsstelle im Lande Westfalen (Reihe A, Nr. 1/2: 1960 – 26: 1973; Reihe B, Nr. 1: 1959 – 25: 1973)